# Laurent Blanchard

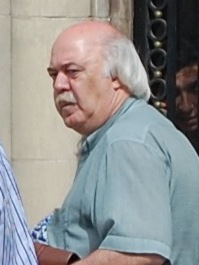
Laurent Blanchard, 2015

Laurent Blanchard (* 25. November 1952 in Montreal) ist ein kanadischer Politiker und Herausgeber. Er war von Juni bis November 2013 interimistischer Bürgermeister der Stadt Montreal, nachdem seine beiden Vorgänger wegen Korruptionsvorwürfen zurücktreten mussten.

## Biografie
Blanchard war mehrere Jahre Herausgeber und Mitbesitzer der Wochenzeitschrift Les Nouvelles de l’Est und wurde Ende der 1980er persönlicher Berater des Präsidenten der Verlagsgruppe Hebdos Telemedia. Unter Bürgermeister Jean Doré war er von 1991 bis 1994 für die internationalen Beziehungen der Stadt verantwortlich. Von 1995 bis 2002 war er als Generaldirektor von Corporation de développement de l’Est, der für den Stadtbezirk Mercier–Hochelaga-Maisonneuve zuständigen Wirtschaftsförderungsbehörde. Während dieser Zeit amtierte er auch Sekretär des Verwaltungsrates der Industrie- und Handelskammer im östlichen Teil der Île de Montréal.
2005 wurde Blanchard als Vertreter der progressiv-grünen Lokalpartei Vision Montréal in den Stadtrat gewählt. Im Dezember 2006 sorgte er für Schlagzeilen, als er und ein Parteikollege im Bademantel zu einer öffentlichen Budgetsitzung des Stadtrates erschienen; die Sitzung war auf 6 Uhr morgens angesetzt worden, was sie als viel zu früh für eine sinnvolle Bürgerbeteiligung empfanden. 2009 wurde er wiedergewählt, blieb aber weiterhin in der Opposition. Als Gerüchte über Korruption in der Stadtverwaltung zu kursieren begannen, setzte Bürgermeister Gérald Tremblay im November 2011 eine Kommission ein, die städtische Verträge auf Unregelmäßigkeiten überprüfen sollte, und bestimmte Blanchard zum Vorsitzenden. Im September 2012 beklagte sich Blanchard öffentlich über die geringe Anzahl von Verträgen, die seine Kommission überprüfen dürfe.
Nachdem bekannt wurde, dass die Stadt zahlreiche Bauaufträge an ein Mafia-ähnliches Kartell vergeben hatte, trat Tremblay am 5. November 2012 zurück, woraufhin der Stadtrat Michael Applebaum zu dessen interimistischen Nachfolger bestimmte. Dieser wiederum ernannte Blanchard zum Vorsitzenden der Stadtexekutive. Applebaum trat am 18. Juni 2013 ebenfalls zurück, nachdem ihm 14 Anklagepunkte, darunter Betrug und Korruption, zur Last gelegt worden waren. Am 25. Juni wählte der Stadtrat Blanchard als interimistischen Bürgermeister, mit 30 von 61 Stimmen. Er kündigte an, bei den ordentlichen Bürgermeisterwahlen am 3. November 2013 nicht zu kandidieren und übte die Amtsgeschäfte bis zum 14. November aus.